# Hymenomima canidentata
Hymenomima canidentata är en fjärilsart som beskrevs av Paul Dognin 1902. Hymenomima canidentata ingår i släktet Hymenomima och familjen mätare. Inga underarter finns listade i Catalogue of Life.